# Altzomoni
El Altzomoni es un pico volcánico de 4200 m s. n. m. situado entre los volcanes Popocatépetl e Iztaccíhuatl al norte de la Región Paso de Cortés en el municipio de Amecameca, Estado de México.
Este es un lugar de paso para quienes van a escalar el Iztaccíhuatl, en la cima se encuentra un albergue, antenas de Televisa, Telmex y radioaficionados. Se llega al lugar por un camino que entronca con el que sube al paraje de La Joya, desde Paso de Cortés.
Es un lugar propenso a nevadas y es fácilmente reconocible desde el valle de México como del de Puebla por la enorme antena repetidora de Televisa.

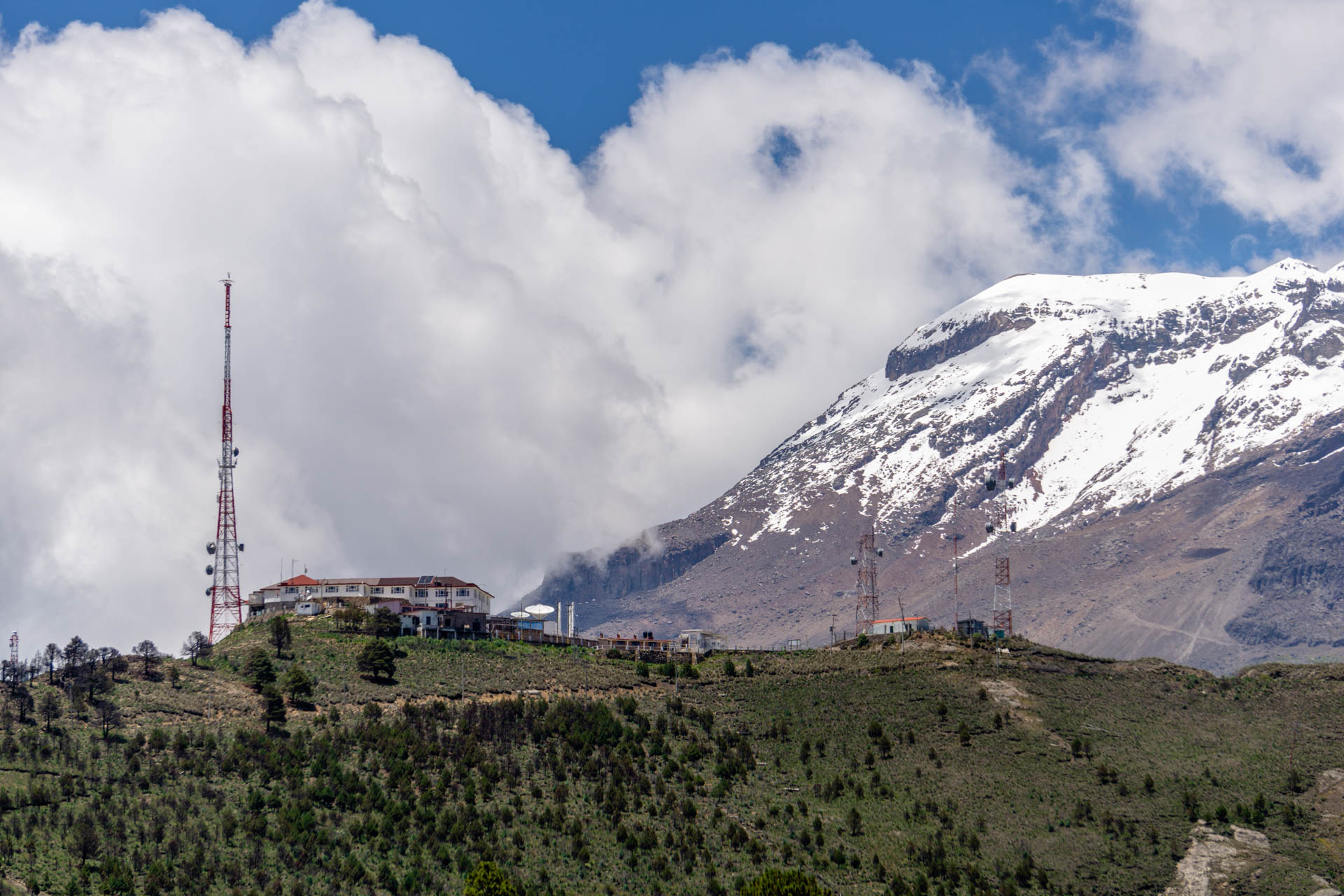
Altzomoni visto desde el Valle del Silencio

## Estaciones de televisión
- XEX-TDT Canal 14. Retransmisor total de Canal 5.
- XHATZ-TDT Canal 16. Retransmisor total de NU9VE.
- XHTM-TDT Canal 36. Retransmisor total de Las Estrellas.

La señal que de allí proviene cubre el sur y el oriente del estado de México, sureste de la Ciudad de México, el estado de Morelos, el sur del estado de Hidalgo, Puebla y Tlaxcala (para estos 2 últimos va dirigida la señal) y la zona central de Veracruz.

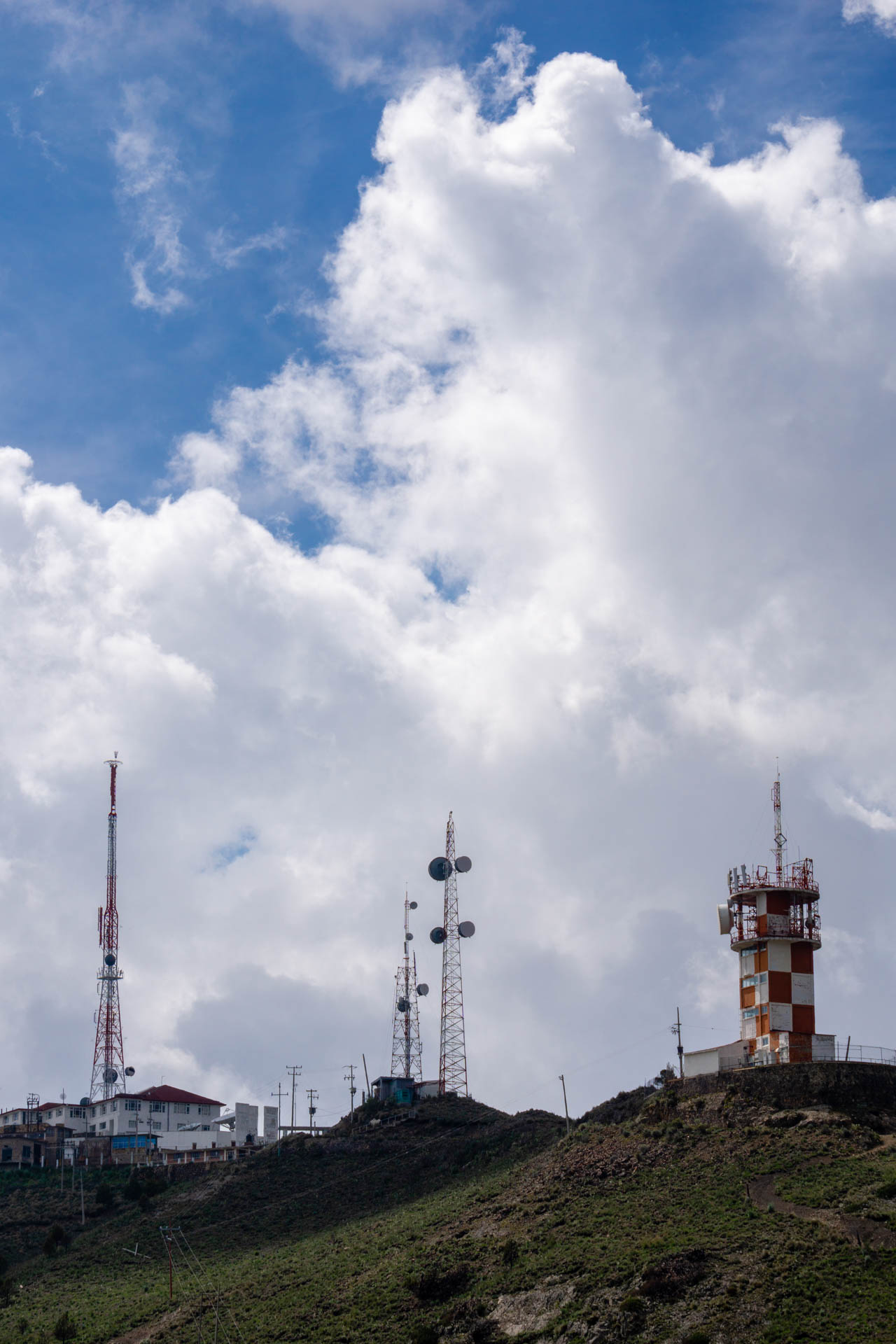
Estaciones de radio en Altzomoni

En 1955, se enlazó el Canal 4 XHTV-TV en la Ciudad de México con XEWO-TV Canal 2 en Guadalajara, para lo cual la señal fue desde el Distrito Federal hasta Altzomoni vía canal 9 XEQ-TV, de allí al Cerro del Zamorano en Querétaro vía XEZ-TV canal 5 y de allí hasta XEWO-TV en Guadalajara, llegando así la señal del canal 4 a la perla de occidente.

## Estaciones de monitoreo
Se encuentra en este lugar una cámara del Centro Nacional de Prevención de Desastres (Cenapred) que monitorea continuamente la actividad del volcán Popocatépetl, así como un observatorio atmosférico de la Red Universitaria de Observatorios Atmosféricos (RUOA), perteneciente a la UNAM.